# Guerra nuclear en la cultura

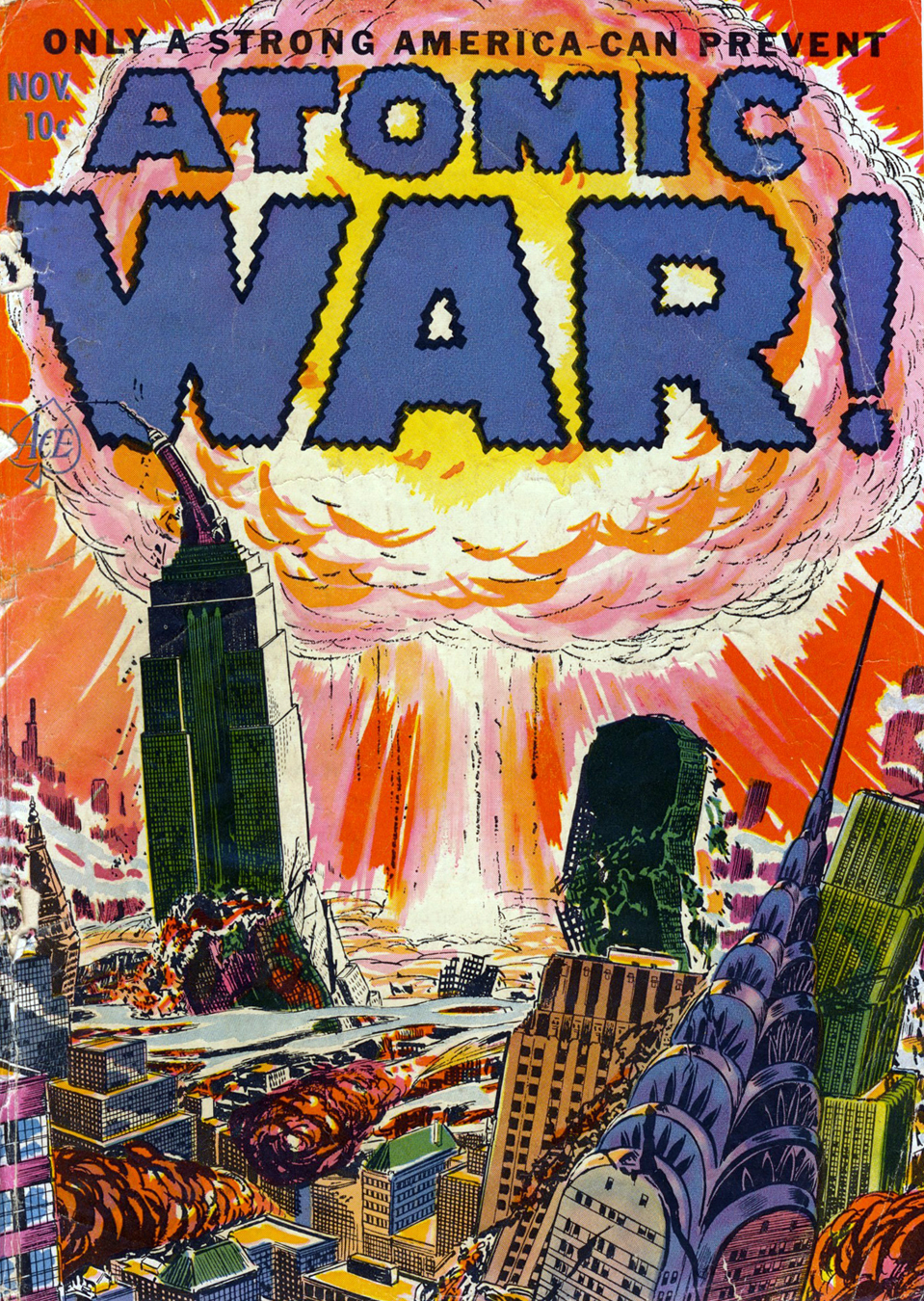

La guerra nuclear y sus preparativos, protagonizados por los Estados Unidos y la Unión Soviética, no sólo tuvieron un gran impacto en la política, la diplomacia y la estrategia, sino que marcaron profundamente a varias generaciones a lo largo de toda la Guerra Fría. La constante amenaza del estallido de una nueva guerra, ahora nuclear y totalmente destructiva, generó el surgimiento de una multitud de expresiones artísticas, culturales y populares que evidenciaron la forma en la que la Guerra Fría moldeó las mentalidades y experiencias cotidianas de las personas.

## Contexto histórico
El fin de la Segunda Guerra Mundial supuso la reconstrucción de una gran parte del mundo. Dicha reconstrucción no debía únicamente ser física e infraestructural, sino también política e intelectual dado que los países implicados en el enfrentamiento debían reconfigurar sus modelos económicos y estatales. Ante esta necesidad, las grandes potencias del momento, Estados Unidos y la Unión Soviética, compitieron entre sí por imponer sus sistemas en el resto del mundo. Mientras que los estadounidenses defendían la imposición del capitalismo, los soviéticos abogaban por el comunismo como sistema internacional. Ambos sistemas aspiraban 

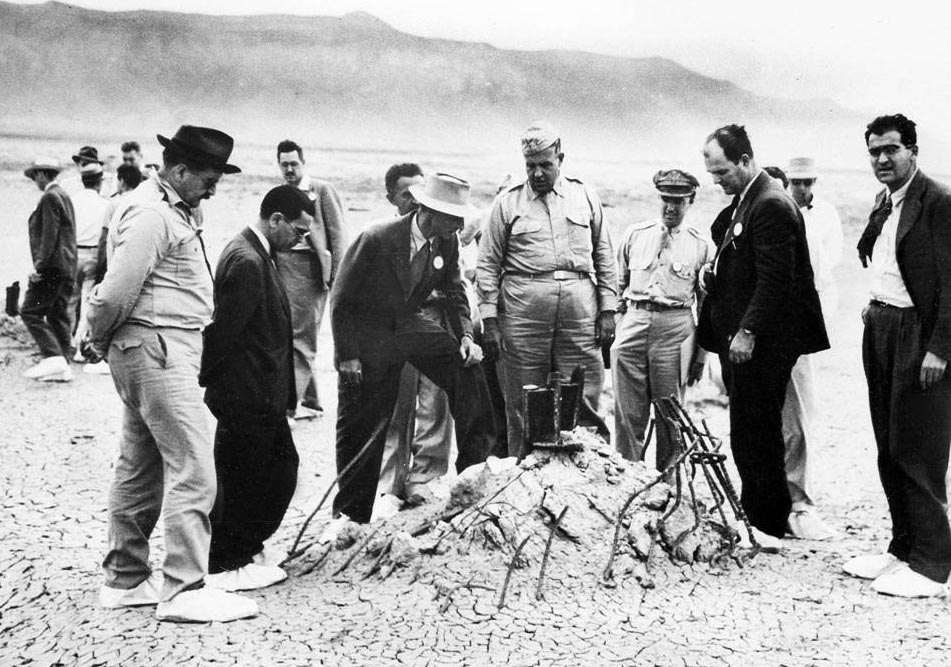
J. Robert Oppenheimer y el General Leslie Groves en la zona cero del sitio de la Prueba Trinity (9 de septiembre de 1945).

a ideales universalistas, para lo cual era sustancial que el adversario no debía extender su dominio. Aunque dicha competencia nunca alcanzó a manifestarse en una lucha bélica directa, Estados Unidos y la Unión Soviética disputaron sus diferencias a través del intento de la imposición de sus ideales e influencia en el mundo.De allí, la denominación del período de la segunda mitad del Siglo XX como la Guerra Fría.
En 1945, algunos analistas pensaban que la creación de armas nucleares podría impedir futuros enfrentamientos bélicos. La bomba atómica, dado que implicaba una destrucción masiva y, hasta el momento, desconocida, no era solo un nuevo tipo de armamento, por lo que el gobierno no tenía claro cómo regular su producción o gestión. Sin embargo, a pesar de la incertidumbre, el control exclusivo sobre la tecnología nuclear brindaba seguridad a los estadounidenses y reforzaba su disposición para diseñar una estrategia global que garantice su influencia capitalista. Por ello, las Fuerzas Armadas de Estados Unidos comenzaron gradualmente a planificar de manera más amplia el uso de bombas atómicas en posibles conflictos.
Para la Unión Soviética, el monopolio nuclear de Estados Unidos representaba una amenaza directa. En el ámbito internacional, los soviéticos aprovecharon la negativa de Estados Unidos a compartir su tecnología nuclear como parte de su campaña por la paz, acusando a la administración del presidente Truman de ser belicista y obsesionada con la destrucción nuclear. A nivel interno, Stalin puso en marcha un programa acelerado para desarrollar una bomba nuclear soviética. Gracias a la experiencia en física de los científicos soviéticos y a la información obtenida por los espías infiltrados en el programa nuclear de Estados Unidos, el proyecto avanzó rápidamente. La primera prueba nuclear soviética, realizada el 22 de agosto de 1949, marcó un hito en el panorama global. De esta forma, comenzó una carrera armamentista en la que Moscú parecía estar alcanzando a Washington y recuperando terreno en el dominio nuclear.
Cuando la URSS consiguió la bomba atómica, las superpotencias dejaron de recurrir a la guerra como herramienta política en sus relaciones, ya que enfrentarse bélicamente con armas nucleares hubiera significado lo que se denominó como Destrucción Mutua Asegurada (MAD). Cualquier empleo de armamento nuclear por cualquiera de los dos bandos en conflicto resultaría en la aniquilación total de ambos, tanto del defensor como del agresor. No obstante, aunque sin la verdadera intención de llevarla a cabo, continuaron utilizando la amenaza nuclear. La certeza de que ninguno de los dos realmente deseaba usar sus armas nucleares llevó a ambas partes a emplear la amenaza nuclear como un medio para influir en su opinión pública interna. El alcance de tal influencia fue tan masivo que penetró toda la cultura, particularmente de los países implicados, pero también en el resto del mundo.
El impacto de la guerra nuclear en la cultura fue sumamente significativo ya que, por primera vez en la historia de la humanidad, todo aquello que formaba parte de la realidad cotidiana podía ser destruido en tan solo un instante. Este hecho perpetuó una sensación de pérdida anticipada y de pesimismo existencial que se trasladó a las manifestaciones culturales surgidas a lo largo del periodo, y que aún en la actualidad se deja notar de una manera evidente. Pintores, escritores, directores de cine, músicos, dibujantes y, en general, todo tipo de artistas, plasmaron en sus obras el impacto que las armas nucleares y su permanente amenaza de extinción generaba en la sociedad. La extremada influencia de la era nuclear en la cultura afectó a campos tan dispares de la misma como son la literatura, el cine, la televisión, la publicidad, la música, la pintura, los cómics o las revistas enfocadas al público infantil. En forma paralela al miedo continuo por la amenaza nuclear, las autoridades gubernamentales y los servicios de inteligencia secretos, tanto en Estados Unidos como en la Unión Soviética, dedicaron sus esfuerzos a intervenir en todo aspecto cultural en sus respectivas naciones, con el objetivo final de convencer a la opinión pública de la legitimidad de sus sistemas defendidos y la consecuente peligrosidad del adversario. Como resultado final, se produjo la eclosión de una extraordinaria manifestación cultural en la que todos los aspectos relacionados con la nueva era nuclear alcanzaron un papel preponderante.

## Formas de expresión cultural
Entre las muchas manifestaciones culturales que inspiró, cabe destacar las siguientes:

### Cine
El cine fue uno de los medios más eficaces para manifestar la extrema tensión política y social que dominó el período de la Guerra Fría. Por un lado, el protagonismo que tomaron las armas nucleares y la apocalipsis radioactiva como las principales temáticas atravesadas por las películas de aquel momento, reflejó la paranoia y el terror que encarnaron las sociedades de las superpotencias. Por otro lado, el cine, como expresión cultural, fue empleado como una herramienta en los esfuerzos realizados particularmente por Estados Unidos en el seno de la contienda. Dichos esfuerzos se manifiestan, por ejemplo, en la creación del personaje del espía soviético y macabro, con planes de dominar todo el mundo, que ha aparecido con recurrencia en las películas y series de televisión norteamericanas. La trascendencia de estas nuevas temáticas fue tan amplia que producciones más tardías, incluso del Siglo XXI, continúan apelando a ese peligro de la destrucción nuclear como un icono en el que quedan enmarcadas todas las amenazas de aniquilación que pesan sobre la conciencia de las personas.
Las películas estadounidenses que abordaron el apocalipsis nuclear expusieron las consecuencias inmediatas que traería una guerra nuclear, incluyendo la aniquilación de grandes ciudades, la muerte de millones de personas y el colapso de la infraestructura global. Entre ellas, las obras más significativas fueron Day the World Ended (1955), On the Beach (1959), Panic in Year Zero (1962), Planet of the Apes (1968), The Day After (1983), The Terminator (1984), Six-String Samurai (1998), y The Book of Eli (2010). Por otro lado, se hicieron películas en las que el peligro de la radioactividad implicado en las armas nucleares derivó en la aparición de peligrosos monstruos. Algunas de estas fueron The Beast from 20,000 Fathoms (1953), Them! (1954), It Came from Beneath the Sea (1955), Creature with the Atom Brain (1955), Beginning of the End (1957), Attack from the Crab Monsters (1957), Attack of the Giant Leeches (1959).

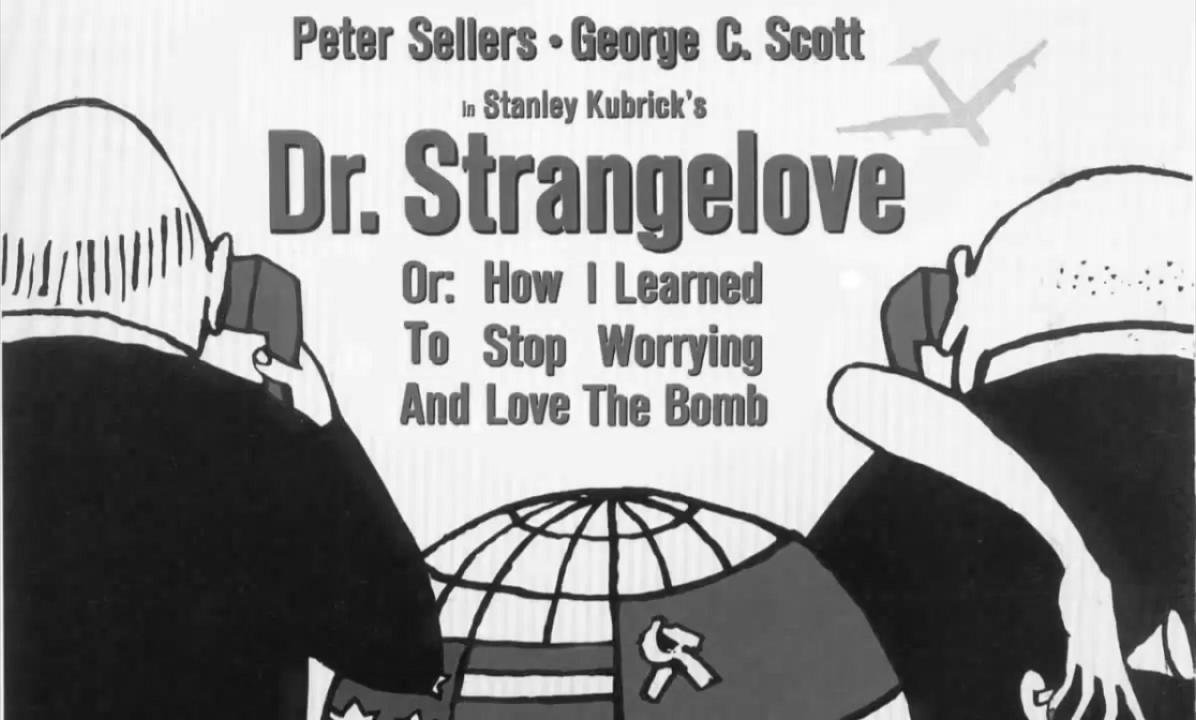
Poster Dr. Strangelove, or How I Learned to Stop Worrying and Love the Bomb (29 de enero de 1964)

Una de las películas de esta categoría que alcanzó mayor trascendencia fue Dr. Strangelove, or How I Learned to Stop Worrying and Love the Bomb (1964).  En este film, el general de la Fuerza Aérea de los Estados Unidos, tiene la intención de iniciar una guerra nuclear contra la Unión Soviética. Su objetivo es frustrar lo que él percibe como una conspiración comunista para contaminar el agua de las ciudades estadounidenses. Basándose en esta sospecha, decide bombardear sus objetivos prefijados en la Unión Soviética. Mientras otras personas intentan persuadir al general para que detenga, se enfrentan al dilema de si deben convencer a los soviéticos de que todo es un error y ayudarlos a interceptar la escuadrilla, o si deben aprovechar la situación para derrotar a la Unión Soviética. Pronto descubren que los soviéticos han creado el "Artefacto Definitivo", un sistema que, al detectar un ataque nuclear, lanzará automáticamente misiles contra su enemigo. Con la destrucción inminente, comienzan a planificar cómo será la vida para los supervivientes, refugiados en el subsuelo y en cuevas, a salvo de la radiación. Así, esta película aborda la temática de las armas nucleares, la radiación y la mutua destrucción asegurada. 
Hay otras películas que no encajan fácilmente en las categorías anteriores, pero que igualmente han utilizado el tema nuclear de manera significativa como un elemento central de su trama. Estas son The Atomic Kid (1954), The China Syndrome (1979), The Manhattan Project (1986), Armageddon (1998), Deep Impact (1998), The Dark Knight Rises (2012), The Interview (2014). Paralelamente, las películas estrenadas que trataron directamente las causas del conflicto entre los Estados Unidos y la Unión Soviética fueron Fail-Safe (1964), War Games (1983), Red Dawn (1984) y Thirteen Days (2000). Por último, The Atomic Cafe (1982) es un documental que reúne y dispone una gran cantidad de material audiovisual, como clips de noticieros y películas de entrenamiento militar, que fue creado durante los años de la Guerra Fría en Estados Unidos, principalmente por el gobierno. En la película se destacan las referencias a las armas nucleares y a la carrera armamentista, capturando fielmente el espíritu de una época marcada por el miedo, el caos y una profunda incertidumbre existencial. Así, cubre tanto el impacto de la bomba atómica en la cultura popular y la vida cotidiana, como también documenta la creciente fascinación de los militares por llevar a cabo pruebas cada vez más peligrosas. La banda sonora de la obra incluye diversas canciones de la época que reflejan de manera constante la influencia del tema nuclear.
Los desarrollos filmográficos sobre temas nucleares fueron más limitados en la Unión Soviética. Entre estas se encuentran Nueve Días en un Año (1962), Comisión de Encuesta (1978) y Cartas de un Hombre Muerto (1968).

### Literatura
Tras el final de la Segunda Guerra Mundial y el lanzamiento por parte de los Estados Unidos de las dos bombas nucleares sobre las ciudades japonesas, Hiroshima y Nagasaki, los escritores descubrieron un tema literario irresistible que pronto capturó la atención de un público ávido de consumir historias donde el elemento nuclear, ya fuera protagonista o un simple telón de fondo, desempeñó un papel central. Por consiguiente, la literatura ocupó un rol clave en la cultura de la Guerra Fría, adelantándose a la historia y permitiendo a sus escritores imaginar, en el campo de la ciencia ficción, como sería el tan incierto futuro. De este modo, en un ejemplo propio del género, se buscó anticipar aspectos de la energía nuclear que las sociedades de las dos grandes potencias temían fuertemente que se volviesen realidad. Estas obras de literatura de anticipación incorporaron un recurso ampliamente empleado en la ciencia ficción: la creación de mundos distópicos. El término "distopía" suele referirse a representaciones futuristas marcadas por un tono abiertamente negativo. Estas visiones pesimistas comenzaron a impregnar las primeras narrativas sobre la posibilidad de un apocalipsis nuclear, un tema que más adelante floreció en una variedad de expresiones. 
Así, la temática nuclear trascendió los límites de la ciencia ficción, tradicionalmente dirigida a un público apasionado pero reducido, para infiltrarse en una amplia variedad de géneros literarios, como la novela histórica, de terror, de suspense y fantástica. Estas obras alcanzaron una notable difusión y atrajeron a lectores de perfiles muy diversos. Por ejemplo, John W. Campbell publicó un editorial titulado The Atomic Age en el número de noviembre de 1945 de Astounding Science Fiction, una prestigiosa revista de ciencia ficción de la época. En este artículo, Campbell expresaba de manera clara y directa su pesimismo respecto a la nueva era que se inauguraba, en la cual lo nuclear se perfilaba como un elemento central y definitorio.
En 1907, Upton Sinclair inició su novela The Millennium: A Comedy of the Year 2000 con una explosión causada por un accidente radiactivo que llevó a la extinción de gran parte de la humanidad. Este fue el primer relato conocido sobre el uso destructivo de elementos radiactivos, anticipando el arma nuclear, un tema recurrente en la ficción durante la Guerra Fría. En 1929, el capitán y autor Sterner St. Paul Meek publicó en Amazing Stories el relato The Red Peril, en el que presentó el uso de armas nucleares para enfrentar naves aéreas de la Unión Soviética. En 1941, Robert Heinlein publicó el relato Solution Unsatisfactory, donde se usaba un polvo radiactivo como arma, anticipando el concepto de lluvia radiactiva y la exposición a radiaciones ionizantes, que se harían tristemente célebres en años posteriores. Otro autor destacado en este ámbito de la literatura de anticipación fue Cleve Cartmill, cuyo relato Deadline, publicado en 1944, coincidió con el periodo en que el Proyecto Manhattan avanzaba de manera altamente reservada en el desarrollo de sus principales investigaciones. Este relato describía con notable detalle el uso de la energía nuclear en la creación de un arma. La obra incluía un elevado nivel de precisión técnica que despertó la preocupación del Federal Bureau of Investigation (FBI), ya que se temió que pudiera haberse filtrado información confidencial relacionada con el Proyecto Manhattan, poniendo en riesgo la seguridad nacional.

### Música
Al finalizar la Segunda Guerra Mundial, la música popular experimentó un notable auge, dando lugar a la aparición de nuevos estilos hasta entonces desconocidos. Estas nuevas corrientes fueron adoptadas por las generaciones jóvenes como una vía de expresión tanto personal como colectiva. Por su parte, el impacto de lo nuclear también dejó su huella en este ámbito musical, convirtiéndose en una fuente de inspiración para la creación de canciones, en un recurso estético para el diseño de portadas de discos, e incluso en la elección de nombres de bandas, que buscaban destacarse y captar la atención del público.

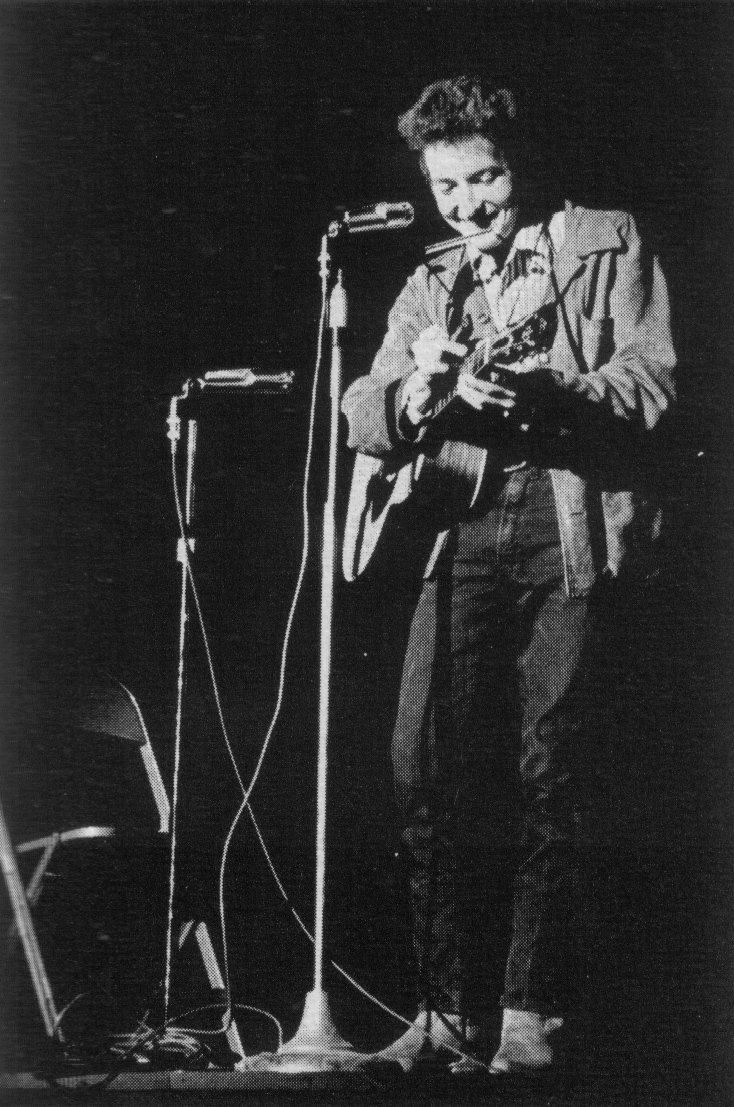
Bob Dylan (noviembre de 1963).

Entre las primeras canciones inspiradas en el factor nuclear destaca Atomic Cocktail, interpretada por Slim Gaillard Quartette y publicada el 15 de diciembre de 1945. En esta pieza, los efectos de la bomba nuclear se comparaban con los efluvios de una bebida alcohólica, en una metáfora audaz y contemporánea para su época. Otra composición significativa es Atomic Power, escrita por el cantante de country Fred Kirby un día después del bombardeo de Hiroshima. La canción, popularizada por The Buchanan Brothers en 1946, advertía sobre el inmenso poder de la bomba nuclear, interpretado como un don divino otorgado por la mano de Dios. En esta misma línea, When the Atom Bomb Fell, del dúo Karl and Harty, también reflejaba la influencia de la devastación de Hiroshima y Nagasaki. Al igual que Atomic Power, esta canción vinculaba el arma nuclear con un poder de origen divino, destacando el impacto moral y espiritual que la era nuclear comenzaba a ejercer en el ámbito musical.
A lo largo de los años, conforme la carrera armamentista se intensificaba y la tensión entre los dos bloques se volvía más evidente, la amenaza de una destrucción mundial parecía dejar de ser una posibilidad remota para convertirse en una cuestión de tiempo. En este contexto, la admiración inicial por el poder nuclear dio paso a un sentimiento de rechazo y horror, que comenzó a impregnar numerosas composiciones musicales a partir de la década de 1960. Un ejemplo emblemático es Talkin' World War III Blues, de Bob Dylan, incluida en su álbum The Freewheelin' Bob Dylan (1963). La canción narra, en primera persona, las recurrentes pesadillas sobre un posible conflicto nuclear, reflejando la ansiedad y el temor profundamente arraigados en la sociedad estadounidense de la época ante la perspectiva de que una eventual Tercera Guerra Mundial destruyera todo lo conocido y valorado.

### Arte

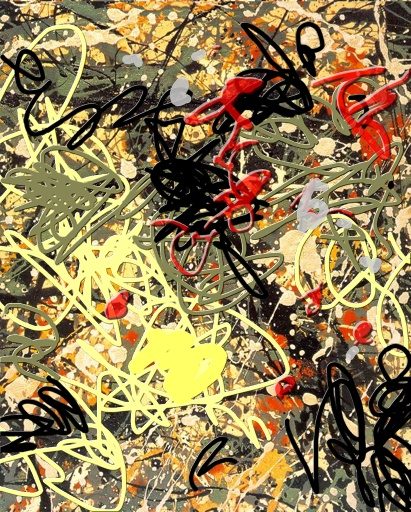
Pintura de Acción de Jackson Pollock (8 de octubre de 2009).

A lo largo de la Guerra Fría, las autoridades de ambas potencias buscaron construir y fomentar un arte que representara y capturara la esencia de sus propias ideologías y estilos de vida defendidos.  En la Unión Soviética, el arte oficial que el Estado promovió era de característica realista y se denominó Realismo Socialista. Este buscaba mostrar un mundo utópico obrero y campesino, expresado a través de la iconografía del régimen y romper con las producciones artísticas que se producían antes de la Revolución de Octubre en 1917, y, de esta forma, poder distanciarse de todo aspecto propio del antiguo régimen zarista. Ante ello, en los Estados Unidos, la CIA, quien se encontraba infiltrada en todo aspecto cultural de su país, dedicó sus esfuerzos a crear un arte propiamente americano y sea lo opuesto a la  iconografía realista soviética. El estilo elegido, debido a su estilo único e individual que lo diferenciaba frente a la URSS y a las potencias europeas, fue el expresionismo abstracto. En realidad, los expresionistas abstractos desarrollaron ese estilo a partir del desencanto político y de la constante polarización en el mundo del arte, abriendo así el camino hacia la no figuración y la primacía de la técnica pura en la creación artística. Empero, al eliminar el contenido del arte, se creó el escenario ideal para atribuirle cualquier tipo de significado. Así, la CIA fue capaz de interpretar y hacer que el público interpretara de manera unánime el expresionismo abstracto como una exaltación de la libertad individual propia de Estados Unidos. Sin embargo, el establishment, incluido el presidente Truman, criticaba esta vanguardia, tachando públicamente a los jóvenes artistas que la realizaban. Además, una gran cantidad de estos artistas militaban en la ideología de izquierda, por lo que sufrieron una agresiva campaña en contra de ellos y de sus producciones artísticas. En suma al rechazo hacia esta expresión artística por su estilo tan diferentemente radical al anterior, los seguidores del Partido Republicano consideraban que este estilo atentaba en contra del arte genuinamente americano. 

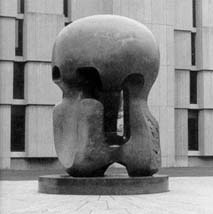
Una escultura de Henry Moore que conmemora la primera reacción nuclear en cadena controlada (finalizada en 1966).

Asimismo, el arte fue unos de los medios de expresión que permitió mostrar el terror y el destino apocalíptico de la bomba atómica sobre el lienzo. En Estados Unidos,  Jackson Pollock, uno de los referentes principales del expresionismo abstracto, y Andy Warhol, con su obra Atomic Bomb de 1965, fueron algunos de los pintores de mayor destaque. Chesley Bonestell fue un ilustrador que realizó la ilustración Atomic Bombing of New York en 1948, en la que se muestran diversas explosiones nucleares sobre Nueva York, para un artículo para la revista Collier's Weekly. Otro pintor fue Eugene Von Bruenchenhein con  Atomic Age de 1955, una pintura de una explosión nuclear representada por un hongo elevándose en el firmamento. También, James Rosenquist pintó The F-111, en 1965 y, con un estilo pop-art, Roy Lichtenstein pintó Atom Burst en 1965. 
Además, hubo artistas que utilizaron otros medios de expresión para reflejar los terrores que traía la bomba nuclear. Algunos ejemplos son Robert Rauschenberg, quien realizó collages y Martha Rosler , quien creaba fotomontajes. En el arte de la escultura, se encontraban Henry Moore con Nuclear Energy de 1966, Paul Conrad, que realizó Chain Reaction de 1991, y James Acord, quien realizaba esculturas con residuos nucleares como Monstrance for a Grey Horse.

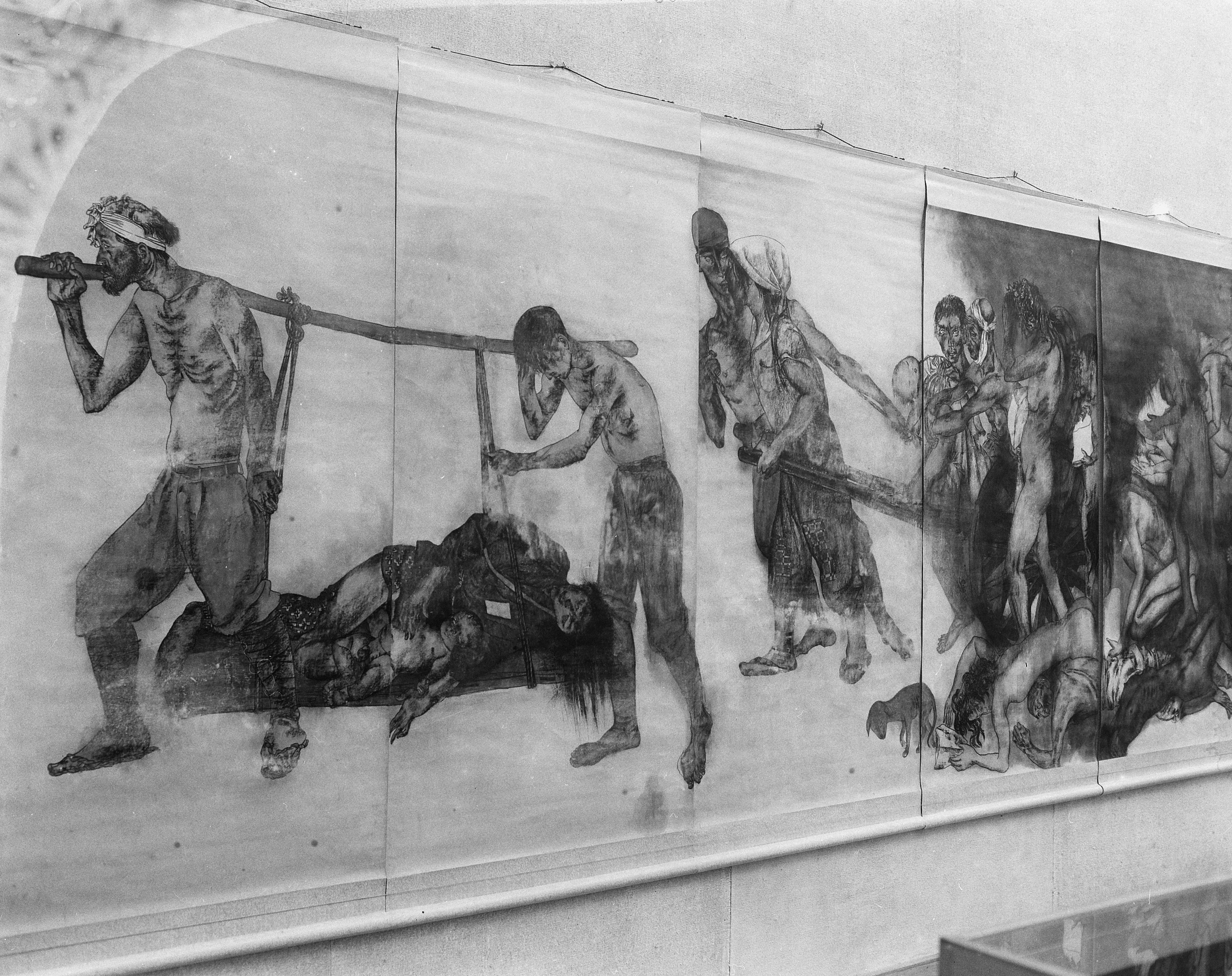
Uno de los paneles de Hiroshima (realizado entre 1950 y 1980).

Por otro lado, en la Unión Soviética, se encontraba el fotógrafo ucraniano Borkis Mikhailov, quien realizaba fotografías conceptuales contrarias al realismo soviético.
En Japón, el país más afectado físicamente por las bombas atómicas debido a los bombardeos de Hiroshima y Nagasaki, diferentes artistas representaron el impacto de estos sucesos. Un ejemplo es Iri Maruki y Toshi Maruki, pareja que realizó entre 1950 y 1980  los Paneles de Hiroshima, los cuales se trataban de quince paneles que expresaban la destrucción y horror que provocó los bombardeos. También, Taro Okamoto creó un mural llamado Mito del mañana entre 1968 y 1969.

### Videojuegos
Por su parte, los videojuegos basados, o influenciados, en la guerra nuclear o temas relacionados (radiación, destrucción global, amenaza nuclear) aparecieron en su gran mayoría después que la tensión y el temor a un ataque nuclear se redujeran. Sin embargo, permitieron crear historias e imágenes imersivas sobre distintas ideas vinculadas con la guerra nuclear. Cómo juegos sobre el mundo apocalíptico, en los que múltiples ataques nucleares se realizaron en los Estados Unidos, se encuentran Fallout, y Wasteland, están muy influenciados por la década de los años 50, incluyendo música, arte, objetos, etc. que se basan en esa época. Otros videojuegos fueron Metro 2033 y su secuela, Metro: Last Light.

### Miss Atomic Bomb
En el año 1952, en Las Vegas, se decidió realizar un concurso de belleza denominado "Miss Atomic Bomb", en el que cada año se elige a una mujer ganadora para que sea “Miss Atomic” por su belleza radiante. La primera fue Candyce Kinen, quien en los medios de comunicación fue llamada “Miss Atomic Blast”. La segunda, Paula Harris, en 1953, fue bautizada “Miss A-Bomb”. La tercera ganadora, en 1955, Linda Lawson, fue nombrada  luego de la prueba nuclear llamada Operación  Cue que tomó lugar en Nevada y formó parte de una  de las catorce pruebas que se realizaron en la Operación Teapot. La última ganadora fue Lee Merlin, llamada “Miss Atomic Bomb” en honor de la Operación Plumbob. Ella es la más reconocida debido a la fotografía hecha por Don English, donde posa en un traje de baño con diseño de una explosión atómica. Este concurso y las mujeres participantes reflejan el impacto de la guerra nuclear en la cultura, en la cotidianidad y en el mismo espectáculo. Además, el fenómeno influenció a la banda The Killers para realizar una canción en el año 2012 llamada “Miss Atomic Bomb” y cuya letra posee referencias acerca de la bomba atómica como una alegoría para un desamor.
La amenaza de guerra nuclear y la aparente inevitabilidad de la misma imprimió también un pensamiento pesimista, apocalíptico e incluso milenarista en ámbitos tanto religiosos como seculares, desde varias profecías de la llegada del fin del mundo a un fatalismo presente en numerosas manifestaciones sociales y culturales del periodo.